# Vamos a la playa (Miranda)
Vamos a la playa è una canzone della cantante dance francese Miranda. La canzone è inoltre stato il singolo di debutto della cantante e il primo estratto dal suo album Fiesta. Entrambi son stati pubblicati nel 1999.

## Descrizione
Il brano, scritto da Noam Kaniel, Johnny Williams e Louis Element e prodotto da The Extravaganza Corporation, venne pubblicato in tutto il mondo all'inizio dell'estate del 1999 e ben presto riscosse un notevole successo diventando un tormentone estivo europeo. Il genere della canzone è infatti il classico eurodance estivo in lingua spagnola che tra la fine degli anni 90 e l'inizio degli anni 2000 aveva molto seguito, tanto da far diventare i brani di questa categoria dei tormentoni estivi. Stessa sorte toccò a questo brano, cantato per metà in lingua spagnola e per metà in lingua inglese, che ha lanciato nel mondo musicale la sua interprete. Il testo è molto semplice e la melodia orecchiabile richiama la spiaggia, così come il titolo stesso.
Il brano ebbe un grandissimo successo, diventando appunto tormentone estivo di quell'anno e raggiungendo la posizione numero 4 della classifica italiana dei singoli e diventando, a fine anno, il 64° singolo più venduto in Italia in quello stesso anno.
In Italia, il singolo è stato inserito anche nella raccolta estiva del Festivalbar 1999.

## Il video
Il video, molto semplice, vede la stessa cantante eseguire su una spiaggia e nel bordo di una piscina una coreografia, accompagnata dal suo corpo di ballo. Nel video partecipano al balletto anche bambini e anziani, come a dimostrare che era una canzone senza target, per ogni fascia d'età.

## Tracce e formati
CD-Maxi EastWest 3984-28334-2
1. Vamos a la playa (Video Edit) - 3:13
2. Vamos a la playa (Ibiza Club Mix) - 5:08
3. Vamos a la playa (London Club Mix) - 4:40
4. Vamos a la playa (Mosso Bandidos Extended) - 5:25
5. Vamos a la playa (Mosso Bandidos Edit) - 3:33
6. Vamos a la playa (Subside Latino Remix) - 5:37
7. Vamos a la playa (Subside Euro Remix) - 5:34

CD-Single Roadrunner 2153-2 [nl]
1. Vamos a la playa (Video Edit) - 3:13
2. Vamos a la playa (Ibiza Club Mix) - 5:08

## Classifiche
| Paese              | Posizione massima |
| ------------------ | ----------------- |
| Canada dance/urban | 8                 |
| Italia             | 4                 |
| Paesi Bassi        | 7                 |

## Cover
Nel 2010 la cantante olandese Loona ha realizzato una cover di Vamos a la playa che ha ottenuto un buon successo in tutta Europa, scalando le classifiche di numerosi paesi.

### Il video
Il videoclip è stato diretto dal regista da un bosco di Maiorca. Il video mostra Loona sulla spiaggia in bikini con altre persone.

### Tracce
Promo - CD-Maxi (Milkshake / 2Brains 2BR-201002-10 [be] / EAN 5425015821269)
1. Vamos a la playa (Radio edit) - 3:07
2. Vamos a la playa (Extended) - 4:38
3. Vamos a la playa (AKA Red! Remix) - 3:10
4. Vamos a la playa (AKA Red! Extended Remix) - 4:40
5. Vamos a la playa (Commercial Club Crew Remix) - 3:51
6. Vamos a la playa (Commercial Club Crew Extended Remix) - 5:28
7. Vamos a la playa (Evana Remix) - 3:34
8. Vamos a la playa (Evana Extended Remix) - 3:34
9. Vamos a la playa (Minage Boyz Remix) - 3:24
10. Vamos a la playa (Minage Boyz Extended Remix) - 5:51

Remixes - Promo - Digital (Milkshake / 2Brains - [be])
1. Vamos a la playa (Conways Radio Edit) - 2:42
2. Vamos a la playa (Conways RMX) - 5:14
3. Vamos a la playa (DMand Radio Remix) - 3:21
4. Vamos a la playa (DMand Extended Remix) - 5:18
5. Vamos a la playa (Movetown Remix) - 5:53
6. Vamos a la playa (Movetown Full Accordeon Remix) - 5:53
7. Vamos a la playa (Rodger Massive Remix) - 4:23
8. Vamos a la playa (Scotty Radio Remix) - 3:53
9. Vamos a la playa (Scotty Extended) - 6:29

### Classifiche
| Paese             | Posizione massima |
| ----------------- | ----------------- |
| Belgio (Vallonia) | 3                 |
| Francia           | 4                 |
| Svizzera          | 16                |
| Danimarca         | 24                |
| Germania          | 32                |
| Belgio (Fiandre)  | 34                |
| Svezia            | 40                |